# Mucronalia nidorum
Mucronalia nidorum är en snäckart. Mucronalia nidorum ingår i släktet Mucronalia och familjen Stiliferidae. Inga underarter finns listade i Catalogue of Life.